# زاک ویتبرد
زاک ویتبرد (انگلیسی: Zak Whitbread؛ زادهٔ ۴ مارس ۱۹۸۴) یک بازیکن فوتبال اهل ایالات متحده آمریکا است.